# Quartieri di Montevideo

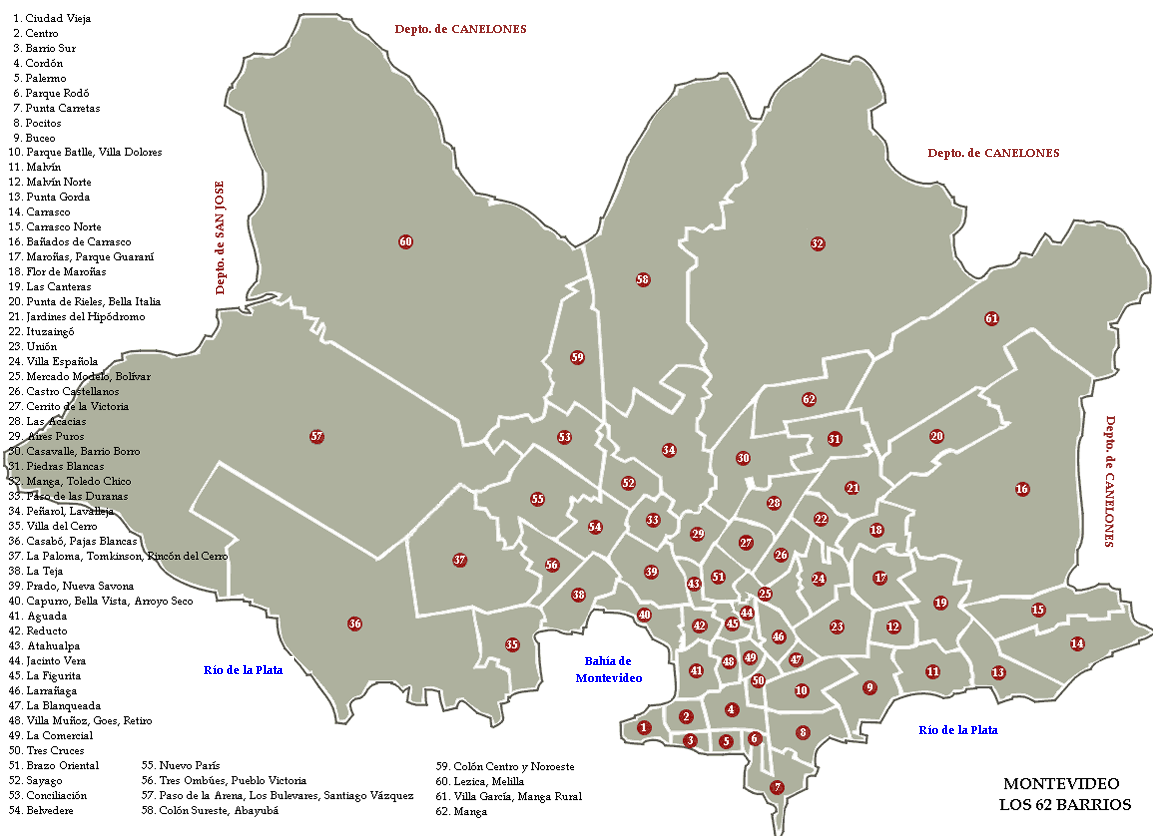
Mappa dei 62 barrios di Montevideo.

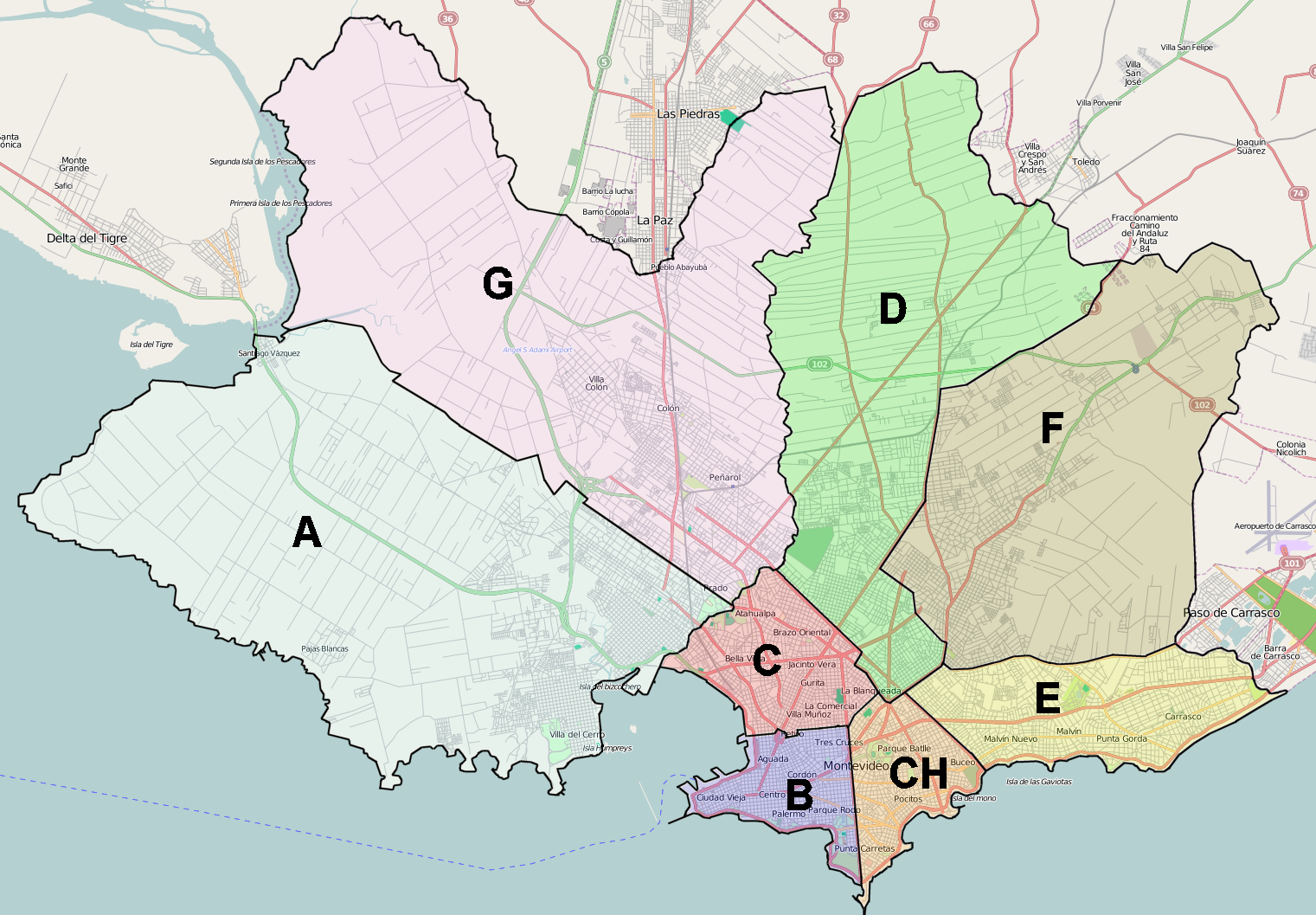
I municipi del dipartimento di Montevideo.

Il territorio della città di Montevideo è suddiviso in otto municipi. Queste entità sono a loro volta divise al loro interno in vari quartieri o barrios, per un totale di 62.

## Elenco dei quartieri
1. Ciudad Vieja
2. Centro
3. Barrio Sur
4. Cordón
5. Palermo
6. Parque Rodó
7. Punta Carretas
8. Pocitos
9. Buceo
10. Parque Batlle - Villa Dolores
11. Malvín
12. Malvín Norte
13. Punta Gorda
14. Carrasco
15. Carrasco Norte
16. Bañados de Carrasco
17. Maroñas - Parque Guaraní
18. Flor de Maroñas
19. Las Canteras
20. Punta de Rieles - Bella Italia
21. Jardines del Hipódromo
22. Ituzaingó
23. Unión
24. Villa Española
25. Mercado Modelo, Bolívar
26. Castro - Pérez Castellanos
27. Cerrito de la Victoria
28. Las Acacias
29. Aires Puros
30. Casavalle, Barrio Borro
31. Piedras Blancas
32. Manga, Toledo Chico
33. Paso de las Duranas
34. Peñarol - Lavalleja
35. Villa del Cerro
36. Casabó, Pajas Blancas
37. La Paloma, Tomkinson, Rincón del Cerro
38. La Teja
39. Prado - Nueva Savona
40. Capurro, Bella Vista, Arroyo Seco
41. Aguada
42. Reducto
43. Atahualpa
44. Jacinto Vera
45. La Figurita
46. Larrañaga
47. La Blanqueada
48. Villa Muñoz, Goes, Retiro
49. La Comercial
50. Tres Cruces
51. Brazo Oriental
52. Sayago
53. Conciliación
54. Belvedere
55. Nuevo París
56. Tres Ombúes - Pueblo Victoria
57. Paso de la Arena, Los Bulevares, Santiago Vázquez
58. Colón Sureste, Abayubá
59. Colón Centro y Noroeste
60. Lezica, Melilla
61. Villa García, Manga Rural
62. Manga